# Орал Робертс
Ґранвілл «Орал» Робертс (англ. Granville Oral Roberts; 24 січня 1918 — 15 грудня 2009) — християнський проповідник, один із піонерів «телевізійного євангелізму». Засновник Євангельської асоціації Орала Робертса та Університету Орала Робертса.

## Діяльність
Особиста релігійна історія проповідника походить з днів його юності. Як розповідав сам Робертс, у 17 років після молитви п'ятидесятників він дивним чином одужав від туберкульозу, а також від заїкання. Орал розцінив це як пряму Божу вказівку «поставити Ісуса в центр всіх моїх думок, мрій, планів, досягнень, моєї долі й будь-якої спадщини, яка може після мене залишитися».
Розпочавши служіння в одній з уже існуючих п'ятидесятницьких церков, Робертс у 1947 році заснував свою власну релігійну місію — «Євангельську асоціацію Орала Робертса». А в 1954-му став транслювати свої служби по телебаченню. У 1960-ті й 1970-ті виступи Робертса, що містили «зцілення вірою», набули популярності в США й за кордоном. Загалом, за підрахунками наближених, за роки кар'єри Орал Робертс лікував накладенням рук більше двох мільйонів чоловік. У плідність такого лікування вірили, звичайно, не всі. Ще в середині 1950-тих група «недружніх» священнослужителів із Аризони запропонувала винагороду в тисячу доларів кожному, хто був вилікуваний Робертсом і може дати тому медичне підтвердження. Претендентів не знайшлося, і згодом критики невпинно звинувачували проповідника в шарлатанстві.
Тому й досі ті, хто заздрить і чомусь ставиться з обуренням до Робертса, намагаються його очорнити.
Але успіху Орала Робертса, який доклав до справи істинно американський підприємницький дух, це не завадило. Спочатку він проводив служби у великому наметі, який возив із собою країною, але згодом «Євангельська асоціація» перетворилася на справжню імперію. Робертс навчав, що винагородою для віруючих буде, серед іншого, грошова винагорода у мирському житті. Така доктрина, взята на озброєння й іншими телеєвангелістами, має назву «теологія успіху». Долі його послідовників склалися по-різному, але сам Робертс випробував благотворний вплив релігії в повній мірі: бюджет його місії став багатомільйонним. Місія Робертса виробляє десятки передач на радіо й телебаченні, загальна щотижнева аудиторія яких сягає 800 тисяч чоловік.

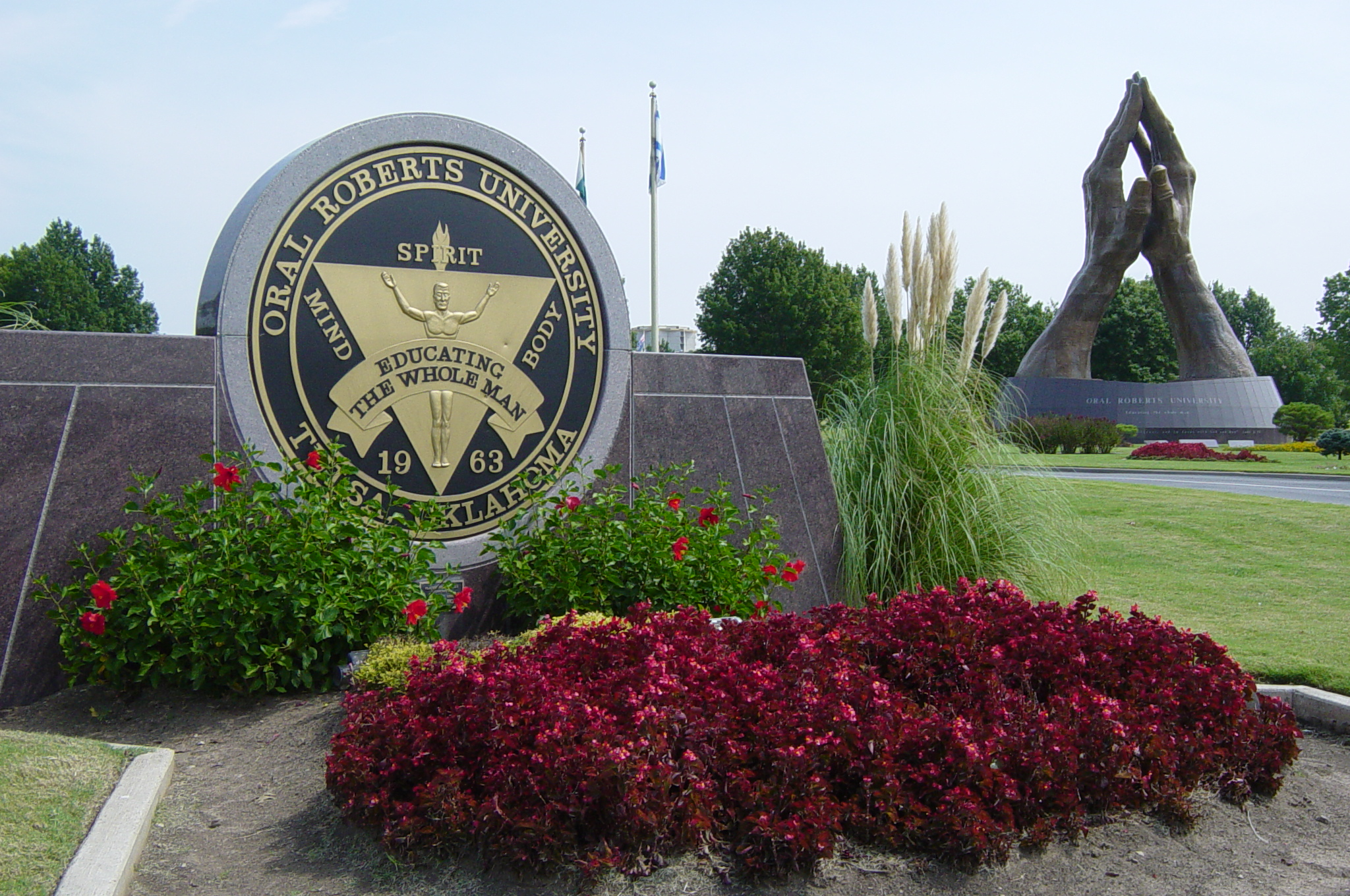
Молитовні руки, в кампусі Університету Орала Робертса

Хоча за порадою та молитовною допомогою до Робертса зверталися сильні світу цього, в тому числі президенти Кеннеді, Ніксон і Картер, але до особливо активної ролі в політиці проповідник, на відміну від деяких своїх колег, не прагнув. Тим не менш, його вважають однією з найвпливовіших фігур консервативного громадського руху. Робертс дотримувався консервативних пуританських поглядів щодо танців, косметики та циркових вистав, але прийняв досягнення сучасної медицини. У 1977 році проповідник заявив, що йому було гігантське видіння Ісуса Христа, що звелів відбудувати Медико-дослідний центр «Місто Віри» (City of Faith Medical and Research Center). Заклад був створений. В його діяльності прагнули «поєднати цілющу силу медицини й молитви», але все ж таки цей медико-дослідний центр «прогорів». Факультети загальної медицини, стоматології та середнього медичного персоналу були також відкриті в Оклахомському Університеті Орала Робертса, що діє з 1963 року.
Із цим університетом, розташованим у місті Талса, був пов'язаний гучний скандал. — У 2007 році синові проповідника — Річарду Робертсу, який керував навчальним закладом, довелося залишити посаду через звинувачення у витрачанні університетських фондів на особисті потреби. Аналогічні звинувачення висувалися до керівництва університету й раніше: повідомлялося, зокрема, що гроші спрямовуються на купівлю шикарної власності для телеєвангеліста і його рідні. Проповідника взагалі неодноразово критикували через те, як він веде фінансові справи. Приміром, у 1987 році Робертс закликав глядачів рішучіше робити пожертви, оскільки в іншому разі Господь може покликати його, Робертса, додому — на Небеса.
В останні роки життя телеєвангеліст частково відійшов від справ.
Робертс помер від ускладнень пневмонії в місті Ньюпорт-Біч, штат Каліфорнія, 15 грудня 2009 року.